# Hayder
Hayder Khan Girai, född okänt år, död 1487, var Krimkhanatets khan 1456 och 1475. 